# 成功一號演習事故
成功一號演習事故，又稱海陸鐵棺材事件，是1961年6月24日發生在高雄市左營區桃子園海岸的軍事演習意外事故。當時模擬登陸作戰，虽然風浪過大，但登陸艇仍照常演習。然而终究因風浪過大，导致登陸艇操作失靈，造成5艘登陸艇失事沉沒，共61人因公殉職。

## 背景
1961年4月1日，中華民國總統蔣中正下令在台北縣三峽鎮（今新北市三峽區）山區，成立國光計畫室，圖謀反攻大陸。1961年6月24日，中華民國海軍陸戰隊第一旅第四團第三營第七連（精實案前為第九十九師六五七團四一一營第七連）的兩棲登陸艇(LVT水鴨)，在風浪過大情形下被放入大海，但隨即沉沒。

## 後續
2011年9月3日軍人節，為成功一號演習殉職官兵，上兵賴祈鑑、二兵李進德、一兵陳泉榮、二兵李德添、一兵林瑞鴻、中士伍長劉大盛、中士伍長劉樹芝、一兵黃國松、一兵黃輝雄、一兵黃子糠、一兵張盛巡、一兵余遠達、一兵潘春來、二兵陳能禮、二兵林永灶、二兵林進財、少尉政工官劉宏潤、中士盧志石、一兵王漢章、一兵張廷鳳、一兵黃坤昌、上兵彈藥兵賴耀源、二兵李進生、上兵戴碧珍、上士班長周文海、上士陸友文、一兵陳朝河、二兵賴文賢、一兵黃秀禮、一兵呂添勝、一兵盧富吉、二兵林進男、一兵謝台增、一兵林阿隆、一兵王明宗、一兵呂順明、中士黃清雲、上士陳照義、上士趙惠仁、上士宋德榮、中士王丹、上士車長蔡知輝、上士車長苗壽松、中士駕駛富金麟、中士駕駛鄭福根、中士駕駛朱有南、下士駕駛林家棟、下士駕駛蔡才根、一兵駕駛林六平、中尉指導員黃順權、上尉指導員鍾瑛、中士通信吳炳康、上兵簡楨漢、二兵沈守仁、中士伍長何方成、一兵朱卓琳、一兵黃雲雄、中士殷金財、二兵蔡臨、上兵張明治、一兵陳春樓等六十一員，核定入祀高雄市忠烈祠。